# Croada de Despenser
La croada del bisbe Despenser o croada del bisbe de Norwich fou una expedició militar del 1383 per assistir la ciutat de Gant contra els partidaris de l'antipapa Climent VII, liderada per Henry le Despenser. Aquesta croada se situa enmig de dos conflictes : el cisma d'Occident i la guerra dels cent anys entre el Regne d'Anglaterra i el Regne de França. Mentre que França donava suport a Climent, el qual tenia la seva cort a Avinyó, Anglaterra donava suport a Urbà VI, que estava a Roma.
En el seu moment fou una croada molt popular, en especial entre les classes baixa i mitjana, i només ha rebut crítiques des de l'estudi retrospectiu i, malgrat el seu nom, va tenir més a veure amb la guerra dels cent anys que amb la qüestió religiosa. Les primeres crítiques sorgiren a finals del segle XIV: el cronista Jean Froissart que acusà els organitzadors d'hipocresia, i també John Wycliffe professor protestant d'Oxford.

## Context

### Revolta flamenca
El Comtat de Flandes, al qual pertanyia la ciutat de Gant, era un estat aliat de França (part del territori era francès i part era fidel al Sacre Imperi Romanogermànic). La primera revolta esclatà el setembre del 1379 a Flandes, i en el parlament anglès, reunit a Northampton, es comentà el 1380, que no havien arribat ingressos procedents de la llana a causa de la revolta a Flandes. La llana era el principal producte que exportava Anglaterra i els telers flamencs eren els principals compradors. Els anys fiscals de 1381–82 i 1382–83 les exportacions d'aquest producte patiren una forta davallada, de 18.000 a 11.000 sacs. El 1382–83, només 2.192 sacs passaren pel principal port amb dret d'emmagatzematge que era el de Calais, cosa que afavorí al seu competidor, Middelburg.
Quan els ciutadans de Gant es rebel·laren contra el comte Lluís II el gener del 1382, demanaren ajut a Anglaterra. Lluís provà de blocar l'arribada d'importacions angleses. Els flamencs, liderats per Felip von Artevelde, respongueren expulsant el comte Lluís en la batalla de Beverhoutsveld i prengueren la ciutat de Bruges. Lluís aviat aconseguí un exèrcit de francesos que l'assistí i derrotà els revoltats en la batalla de Roosebeke el 27 de novembre, en què morí Felip. La ciutat de Gant es veié forçada a acceptar les condicions de Lluís: reconèixer Climent com a papa legítim i ajudar-lo en la seva lluita contra els anglesos. La flota de Gant salpà cap a Anglaterra per traslladar-hi la guerra. Carles VI de França entrà a Bruges i confiscà totes les mercaderies dels comerciants anglesos.

### El debat parlamentari
L'octubre del 1383, el parlament anglès acordà debatre el finançament d'una croada. Una facció, liderada per Joan de Gant, demanava fer una croada per establir-lo en el tron de Castella, i obtingué el suport de la cambra alta. Una altra facció, liderada pels Courtenay –el comte d'Arundel i el comte de Buckingham–, demanava d'anar en ajut de la ciutat de Gant i obtingué el suport de la cambra baixa. En general es pensava que eren dues maneres nobles d'ajudar els amics del rei anglès, Ricard II: o bé al poble flamenc o bé als portuguesos que estaven en crisi successòria i un dels candidats era contrari a Climent.
Joan de Gant havia presentat formalment la seva pretensió al tron castellà des que el 30 de gener del 1372, rebé permís reial per incloure l'emblema de Castella i Lleó al seu escut, pel seu matrimoni amb Constança de Castella. Edmund de Langley, germà del rei, comandà una desastrosa campanya militar per Portugal a favor de Joan de Gant el 1379. El gener o febrer del 1380, Ferran I de Portugal es declarà partidari del papa Climent, però el 29 d'agost del 1381 es passà al bàndol del papa Urbà. El març del 1382, Urbà emeté la butlla Regimini sacrosancte, per condemnar el rei de Castella, Enric II de Castella, com a cismàtic. Durant el debat parlamentari, John Gilbert, bisbe de Hereford, digué que si lluitaven a favor dels flamencs s'haurien d'enfrontar també a França, que era un país que romania dins el si de l'Església Catòlica, mentre que si lluitaven a favor de les pretensions de Joan de Gant, estarien fent alhora una guerra santa, ja que el rei castellà havia estat excomunicat.
Per altra banda, ajudar els flamencs era més barat i n'obtindrien una recompensa més immediata, ja que el port de Calais, tan important per l'economia anglesa, deixaria d'estar bloquejat. Finalment el parlament aprovà la finançament i nomenà Henry le Despenser, bisbe de Norwich, cap de la croada, tot i que sembla que al començament s'havia dit que el cap seria Joan de Gant o un altre dels oncles del rei. El bisbe refusà d'acceptar Arundel com a lloctinent i líder secular de l'expedició. Alguns nobles criticaren la croada perquè amenaçava les pretensions de Ricard II sobre el tron francès i posaven com a exemple la manera com Urbà VI havia provat de controlar Nàpols en resposta a l'expedició militar efectuada el 1381 per Lluís d'Anjou, partidari de Climent.

## Planificació de la croada

### Papal i eclesiàstica
Temps abans, el 1378, el cardenal Pietro Pileo di Prata expressà la seva esperança que mitjançant el matrimoni de Ricard II amb Anne de Bohèmia, se'n podria forjar una aliança entre Anglaterra i l'Imperi Romanogermànic contra França. Els bohemis però, refusaren anar a la guerra contra França llevat que tota la nació fos excomunicada, una mesura que Urbà VI trobà massa extrema.
El 1379 Despenser publicà la butlla Nuper cum vinea (6 de novembre del 1378) en què Urbà VI oferia indulgències plenàries als vius i als morts a canvi de contribuir ja fos de manera proporcional o amb una gran quantitat en bé de la croada contra Climent. Pel març del 1381, mitjançant dues butlles, Urbà nomenà Despenser encarregat de la croada anglesa contra Climent i li donà el poder de concedir indulgències i de dispensar clergues que hi participessin. Això probablement fos el resultat del treball diplomàtic del seu secretari, Henry Bowet, que anà a Roma en representació del rei el febrer del 1380. Encara se'n conserven diverses còpies de les dues butlles de Despenser, Dudum cum vinea Dei (23 de març) i Dudum cumjilii Belial (25 de març). Una altra butlla, Dignum censemus, del 15 de maig donava poder a Despenser per predicar la croada en les dues arxidiòcesis angleses, la de Canterbury i la de York, i l'habilitava per prendre mesures contra els que s'oposessin al seu missatge.
Aquestes tres butlles arribaren a Anglaterra l'agost del 1381, i se'n distribuïren còpies per tot el país el 17 de setembre. Despenser immediatament, segons diu Ranulf Higdon en el seu Polychronicon, envià recaptadors a repartir indulgències a canvi de donatius, els quals tingueren molt d'èxit sobretot entre la gent del poble dedicats a la ramaderia, potser pel benefici que els aportaria restaurar l'ordre a Flandes. El 21 de desembre del 1382, en la catedral de Saint Paul de Londres, el bisbe de Norwich abraçà la creu i formalment feu el vot per la croada.
Alguns dels que van predicar la croada eren frares impostors que aprofitaven l'ocasió per obtenir diners i altres veritables clergues es van negar a lliurar les donacions perquè anaven destinades a pagar una guerra. La corrupció inspirà les denúncies d'un teòleg reformista anomenat John Wyclif. Tanmateix, Despenser, insitia en que aquesta croada només atacaria els que donaven suport al papa cismàtic, i que: 
«...si durant aquell any arribés a passar que el reialme de França es convertia a la fe del veritable papa Urbà, el bisbe es comprometia a fer-se enrere i desar l'estendard de la croada, i en endavant, servir al rei sota els seus colors.» 

### Reial i parlamentària
La Tresoreria Reial (Exchequer) proporcionà arcs i fletxes. El finançament públic estigué supervisat pel comptable del bisbe Despenser, Robert Foulmere, i per un mercader de Londres, sir John Philpot, que actuà com a banquer i canvista de l'expedició. Philpot, amb diners propis, pagà una petita tropa per custodiar el transpot dels diners pel canal de la Mànega.
Despenser nomenà capitans de la croada: Hugh Calveley, William Elmham, Thomas Tryvet, John Ferris, Hugh Despenser, William Ferinton i Matthew Reedman. La croada atraié un gran nombre de voluntaris, alguns indesitjables segons la Westminster Chronicle com ara: monjos avorrits sense habilitats per la lluita, joves aprenents dels gremis de Londres que només buscaven aventura i proscrits que refiaven trobar el perdó pels seus crims i la reincorporació social. Els croats que havien fet el vot de manera oficial, duien una creu roja cosida a la seva vestimenta, símbol que es convertiria en l'emblema nacional d'Anglaterra. En el moment final, segons l'historiador Thomas Walsingham, s'intentà evitar la partida de la croada. El rei Ricard II, que anhelava la pau amb França, ordenà a Despenser que esperés l'arribada de William de Beauchamp, un general experimentat, però el bisbe ignorà aquesta ordre.

## Campanya
Els croats s'aplegaren a Sandwich el 27 d'abril i començaren a salpar cap a Calais el 16 de maig del 1383. Des d'allà, no van emprendre la marxa fins al 25 de maig, segons informa Despenser en una carta enviada a un altre prelat. El bisbe els menà a un atac reeixit a Gravelines. Aquell mes (maig del 1383), Thomas Depham de Norfolk fou empresonat per difondre informació falsa sobre les notícies que arribaven a Anglaterra de la croada.

### El setge d'Ypres
La croada s'uní als milicians de Gant el mes de juny. Hi hagué una mena de debat sobre si atacar les ciutats flamenques de Bruges o Ypres, o si envair França, que acollia al papa cismàtic. L'exèrcit decidí muntar setge a Ypres.
A Ypres el problema dels soldats que encara no havien rebut la paga s'exacerbà fins al punt que Despenser donà ordre que aquells que esperaven cobrar tornessin a Anglaterra. Aquests elements indisciplinats, segons Walsingham, eren els que s'havien unit a la croada només per l'oportunitat de fer botí.
Des de Flandes, alguns dels capitans escrigueren al rei dient que la campanya estava fallant en part per manca d'un bon líder i administrador. Segons la transcripció del judici que hi hagué després, el rei tingué converses amb Arundel perquè aplegués sota el seu control soldats i arquers i anés a ajudar a Flandes, però l'ambigüitat de les cartes enviades per Despenser i la informació procedent dels que estaven amb ell, indicaven que el bisbe no acceptaria cap lloctinent. En saber que un exèrcit francès arribava en suport dels assetjats, Despenser decidí abandonar el 8 d'agost, després de mantenir durant vuit setmanes el setge. Calveley suggerí anar a atacar la zona francesa que acollia a Climent, i llavors l'opinió dels croats es dividí. Un grup seguí a Despenser, el qual digué en el seu judici que tan bon punt havia secundat la idea d'atacar França es trobà amb l'oposició de la majoria dels capitans, i marxà cap a Gravelines, on els capitans acceptaren suborn per tornar la ciutat que havien conquerit i tornar-se'n al seu país.

### Treva
Despenser, preferí calar foc a Gravelines a prendre'n la possessió, després començà tractes amb els francesos i al setembre envià la croada de retorn a Anglaterra. Més tard justificà aquesta actuació dient que ho feia per bé dels 6.000 o 7.000 refugiats d'altres ciutats que s'havien rendit i que, un cop mancats de provisions, ja que el temps de treva acabaria en pocs dies, es veurien forçats a rendir-se. De fet havia rebut permís reial per evacuar si estava escàs d'avituallament.
Segons els oponents de Despenser, aquesta treva era deguda a la notícia que el rei i Joan de Gant, venien a fer-se'n càrrec de la croada.

## Després de la croada
Al seu retorn, Despenser i els seus capitans foren convocats pel canceller, Michael de la Pole, a donar raons davant el parlament, en una sessió el 26 d'octubre.

### Interrogatori de Despenser
Acabada la sessió davant el parlament i el rei, el bisbe fou desposseït dels seus béns temporals durant dos anys i acusat de diverses qüestions, però en concret d'infringir quatre articles. Aquests quatre articles foren les principals al·legacions presentades contra ell per De la Pole. Els dos primers eren que, encara que se li havia demanat servir al rei en les seves guerres a França amb 2.500 soldats i igual nombre d'arquers enviats a Calais pel període d'un any, no havia complert amb això, ja que l'exèrcit s'havia dispersat i havia tornat en menys de sis mesos. Els altres dos articles l'acusaven de negar-se a acatar ordres i no voler escoltat el consells, encara més havent-lo dotat dels millors capitans, havia enganyat el rei amb belles promeses només per la supèrbia de ser ell l'únic comandant i negant-se a acceptar Arundel com a lloctinent.
Despenser es defensà dient que el setge d'Ypres era una operació que havien aconsellat els homes de Gant, i que les pèrdues ocasionades l'havien obligat a abandonar el setge i a fer una treva amb els francesos, que seria el preliminar d'un tractat de pau. També es justificà dient que no havia esperat a tenir tot l'exèrcit desembarcat a Calais, encara que lord Neville s'havia oferit a anar amb el rei, perquè ja tenia una força suficient per atacar Ypres. Admeté haver rebut a Flandes cartes del rei en què li demanava que acceptés un lloctinent, però respongué que ell li havia contestat al rei que esperava que un consell nomenés el lloctinent. Després de ser declarat culpable, Despenser demanà al rei una audiència davant el parlament per poder presentar la seva defensa sense interrupcions, cosa que li fou concedida el 24 de novembre. En aquest al·legat final, el bisbe provà de desviar part de la culpa cap a alguns dels seus capitans, però a Michael de la Pole se li donà l'oportunitat de rèplica. La culpabilitat fou confirmada i, tot i que havia actuat en contra a l'obligació d'un prelat anglès envers l'estat, Ricard II el tractà amb la consideració d'un eclesiàstic. Se li suspengué el benefici dels bén temporals i se li imposà una multa pel cost públic de la croada, diners que pagaria amb els francs que havia portat de França.

### Càstigs dels capitans
Als capitans de la croada se'ls demanà que justifiquessin l'acusació d'haver rebut suborns pel valor 18.000 francs d'or. Ells no negaren les acusacions però al·legaren que s'havien vist forçats a deixar enrere cavalls de molt valor i que aquests diners eren una compensació. El tresorer, Foulmere, i cinc dels capitans (llevat de Calveley) foren empresonats i castigats amb una multa de 14.600 francs d'or. El 9 de gener del 1384, la Tresoreria Reial enregistrà l'entrada de 287 lliures 9 xílings i 4 penics, de diners obtinguts amb l'expedició a Flandes, pagats per un tal Henry Bowet en nom de Foulmere més 770 lliures 16 xílings i 8 penics, que eren el canvi dels 5.000 francs obtinguts il·lícitament d'ultrmar.